# Cabildo metropolitano
El término cabildo metropolitano fue acuñado por la Iglesia católica para referirse al órgano ejecutivo eclesiástico ubicado en una ciudad, encargado del cuidado y gobierno de las iglesias mayores de la misma (catedrales y concatedrales) en sus aspectos litúrgicos, preparación y ejecución de los presupuestos, además de cuantas otras tareas les sean encomendadas por la diócesis a la que pertenezcan. Están conformados por un deán (que actúa como presidente), el arcediano, el chantre, el maestre y el tesorero. Junto a ellos se encuentran las canonjías, cuyo número puede variar de un cabildo a otro, integradas por canónigos, diáconos y subdiáconos y, en algunos casos (los cabildos más grandes), los capellanes.
Cuando en una localidad solo se encuentra una iglesia mayor, generalmente la función del cabildo Metropolitano es ejercida por el Cabildo catedralicio
- Datos: Q12744476